# Coquillettidia lutea
Coquillettidia lutea är en tvåvingeart som först beskrevs av John Nicholas Belkin 1962.  Coquillettidia lutea ingår i släktet Coquillettidia och familjen stickmyggor. Inga underarter finns listade i Catalogue of Life.